# Codex Arundel

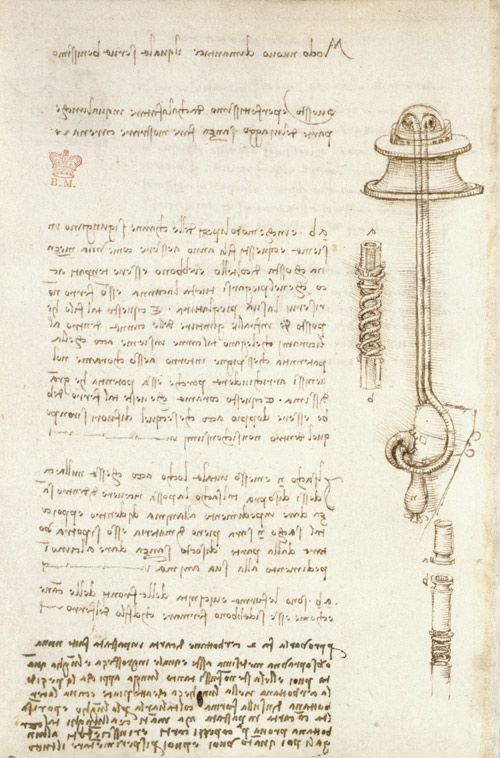
O pagină din Codexul Arundel care reprezintă un studiu privind plutirea cu tuburi de respirație pentru scafandru.

Codexul Arundel este o colecție de notițe diferite realizată de Leonardo da Vinci între 1478 și 1518, aflată în British Museum din Londra. Subiectul său principal îl constituie matematica. Totuși, această operă acoperă o mare varietate tematică de la fizică, la optică și arhitectură. În codex se remarcă faimoasa notiță referitoare la moartea tatălui lui Leonardo. Printre curiozități se numără masca de „scafandru”.